# Vicenç Villatoro i Lamolla
Vicenç Villatoro i Lamolla (Terrassa, Vallès Occidental, 22 de gener de 1957) és un escriptor, periodista i polític català.
Com a escriptor ha publicat especialment llibres de narrativa, que han obtingut alguns dels premis més importants de la literatura catalana. Alguns d'aquests títols s'han traduït al castellà, l'alemany, el francès i l'italià. Ha publicat també obres de poesia, assaig d'actualitat, memorialística i narrativa infantil i juvenil. És autor de lletres de cançons i guions cinematogràfics i ha estat comissari de diverses exposicions, com «Escolta, Espanya», «Cataluña, tierra de acogida» i «Veus».
Com a periodista ha treballat a les redaccions de Diari de Terrassa, El Correo Catalán i TV3, especialment a les àrees de cultura. Ha dirigit el diari Avui, la Corporació Catalana de Ràdio i Televisió i diversos programes culturals a TV3 i el Canal 33, com Trossos, Crònica tres, Millenium i De llibres. Col·labora habitualment en mitjans escrits i audiovisuals com el diari Ara, Catalunya Ràdio, TV3, Revista de Catalunya i El Temps, entre molts d'altres. Ha estat professor de gèneres d'opinió periodística a la Universitat Autònoma de Barcelona (UAB). En l'àmbit públic, ha estat director general de Promoció Cultural de la Generalitat, director de l'Institut Ramon Llull i de la Fundació Ramon Llull, membre del consell d'administració de BTV, diputat al Parlament de Catalunya per CDC i director del Centre de Cultura Contemporània de Barcelona (CCCB).

## Biografia
Villatoro va néixer a Terrassa. La seva mare, Teresa Lamolla, era filla d'un militant d'Estat Català, Artur Lamolla. El seu avi, Vicenç Villatoro Porcel, va migrar de Castro del Río (província de Còrdova) a Terrassa durant la dècada del 1960.

### Periodista
Llicenciat en Ciències de la Informació. Va treballar a diversos mitjans, com el Diari de Terrassa o El Correo Catalán, on va ser cap de la secció de cultura i espectacles. Posteriorment va dirigir el diari Avui entre 1993 i 1996. També ha col·laborat amb diversos mitjans escrits, com Catalunya Ràdio, l'Avui, El Periódico de Catalunya, El País. També publica un article diari a l'Ara.
A televisió ha estat cap de la secció de cultura de TV3, director i presentador dels programes Trossos i Crònica 3 i presentador del programa Millenium. Ha estat també el presentador del programa De llibres, al Canal 33. Entre 2002 i 2004 va ser director general de la Corporació Catalana de Ràdio i Televisió.

### Escriptor
La seva tasca d'escriptor s'ha traduït en una trentena d'obres publicades, algunes de les quals reconegudes per premis literaris de l'entitat del Sant Jordi. Ha publicat 12 novel·les. Destaquen Evangeli gris, Memòria del traïdor, La claror de juliol, Hotel Europa i La ciutat del fum. Algunes de les seves obres han estat traduïdes al castellà i a l'alemany. També cal destacar que va formar part del col·lectiu Ofèlia Dracs.

### Carrera política i càrrecs institucionals
Altres càrrecs importants que ha ocupat són el de director general de Promoció Cultural de la Generalitat de Catalunya (1997-2000), director cultural de la Fundació Enciclopèdia Catalana (2002-2003) i director general de la Corporació Catalana de Ràdio i Televisió (2002-2004). Militant de Convergència Democràtica de Catalunya, entre 1999 i el 2002 va ser diputat al Parlament de Catalunya per Convergència Democràtica de Catalunya dins les llistes de Convergència i Unió a Barcelona.
Entre 2004 i 2008 presidí la Fundació Ramon Trias Fargas. Va formar part del patronat de la Fundació Centre d'Estudis Jordi Pujol i de la Fundació Catalunya Oberta. També és membre del Consell Consultiu de la Plataforma per la Llengua. Ha estat professor de Gèneres d'Opinió a la Facultat de Ciències de la Informació de la UAB.
Fou president de l'Institut Ramon Llull entre el 31 de gener de 2011 i el 3 d'octubre de 2013. Actualment, forma part del consell d'Administració d'Informació i Comunicació de Barcelona, la societat municipal que gestiona BTV, Barcelona FM i el portal BTVNoticies.cat. El 2014 substituí Marçal Sintes com a director del CCCB,càrrec que ocupà fins 2018; tant el nomenament de Marçal Sintes, en substitució de Josep Ramoneda, com el de Vicenç Villatoro es van fer sense concurs públic.
El setembre de 2022, després d'un any en el càrrec, renuncià per motius personals a la presidència del Memorial Democràtic de Catalunya i fou substituït per Enric Pujol i Casademont.
Entre altres activitats ha estat també comissari de les exposicions Escolta, Espanya, Catalunya, tierra de acogida i Veus.

## Obra

### Narrativa breu
- 1983 — Passeu, passeu

### Novel·la
- 1981 — Papers robats que cremen
- 1982 — Evangeli gris
- 1984 — País d'Itàlia
- 1986 — Els anys a ciutat
- 1987 — Les illes grogues: tres novel·les romàntiques
- 1987 — Entre batalles
- 1990 — Titànic
- 1992 — Hotel Europa
- 1996 — Memòria del traïdor
- 1997 — La claror del juliol
- 1997 — Tres dies de glòria
- 2001 — La ciutat del fum
- 2004 — La derrota de l'àngel
- 2005 — La dona a la finestra
- 2010 — Tenim un nom
- 2011 — Moon River
- 2014 — Un home que se'n va (Proa)
- 2016 — El retorn dels Bassat (La Magrana)[17]
- 2021 — La casa dels avis (Proa)
- 2022 — Tren a Maratea (Proa)
- 2024 — Urgell. La febre de l’aigua (Proa)[18]

### Poesia
- 1974 — Passió, mort i resurrecció de Nostre Senyor Jesucrist
- 1978 — Les banderes, tampoc
- 1981 — Els arbres vora els marges
- 1988 — Cartografies
- 2011 — Sense invitació

### No ficció
- 1989 — A l'inrevés (dietari)
- 1998 — L'ofici de mirar: dietari 1989-1997
- 2000 — De part del pare
- 2004 — Catalunya després del tripartit
- 2005 — Crear Europa, reconstruir Occident
- 2005 — Els jueus i Catalunya
- 2007 — L'engany. El segon tripartit o la desnacionalització de Catalunya.
- 2012 — Amb Déu o sense. Quaranta cartes creuades, amb Francesc Torralba, (Fragmenta. ISBN 978-84-92416-54-7[19] (en castellà, ISBN 978-84-92416-61-5)[20]
- 2012 — Llibre d'actes (1998-1999)
- 2018 — Massa foc: diàlegs extremament apòcrifs entre Savonarola i Maquiavel

## Premis i reconeixements
- 1979 — Martí Dot per Les banderes, tampoc
- 1980 — Joaquim Ruyra per Papers robats que cremen
- 1981 — Sant Jordi per Evangeli gris
- 1983 — Sant Joan per País d'Itàlia
- 1987 — Ciutat de Barcelona per Les illes grogues: tres novel·les romàntiques
- 1991 — Documenta per Hotel Europa
- 1996 — Llorenç Villalonga per La claror del juliol
- 2001 — Prudenci Bertrana per La ciutat del fum
- 2003 — 31 de desembre
- 2004 — Carlemany per La derrota de l'àngel
- 2006 — Vaixell de Vapor per La Torre
- 2010 — Ramon Llull per Tenim un nom
- 2018 — Premi Carles Rahola d'assaig per Massa foc. Diàlegs extremadament apòcrifs entre Savonarola i Maquiavel